# Даяна Уелска
Даяна, принцеса на Уелс, с рождено име Даяна Франсис Спенсър (на английски: Diana Frances Spencer; * 1 юли 1961, Сандрингам, Великобритания; † 31 август 1997, Париж, Франция), след брака с принц Чарлз приема фамилиите на неговите родители и става Даяна Франсис Маунтбатън-Уиндзор (на английски: Diana Frances Mountbatten-Windsor), е английска принцеса на Уелс, член на британското кралско семейство. В продължение на петнадесет години е съпруга на Чарлз, принц на Уелс. Тя е майка на първия и петия в реда на наследяване на британския трон, принцовете Уилям и Хенри. Наричана „принцеса на народа“ (people's princess) тя е забележителна личност, допринесла за развитието на благотворителността по света с многобройни изяви в тази област.
На 31 август 1997 Даяна загива при автомобилна катастрофа в тунел в Париж заедно с Доди ал Файед и техния шофьор Анри Пол. Кръвните тестове за алкохол показват, че шофьорът е пил алкохол преди инцидента. Техният Мерцедес-Бенц S280 движейки се с висока скорост се разбива в тринадесетата колона на тунела Алма. Двулентовият тунел, с по една лента за посока движение, е бил построен без метални прегради между колоните разделящи посоките на движение, в резултат на което и най-малкото отклонение от посоката на движение лесно би довело до директен сблъсък с колоните. Ненавременната и трагична смърт на лейди Даяна е предмет на много противоречиви хипотези за причините, включително и спекулации за заговор на МИ6. През 2005 година бе забранена ексхумация на тялото ѝ, което още повече засилва слуховете за евентуална бременност на принцесата преди смъртта ѝ през август 1997.
На 4 декември 2006, след тригодишно разследване, Скотланд Ярд излиза с доклад, че автомобилната катастрофа на лейди Даяна и Доди ал-Файед не е резултат от заговор за убийство, а е трагичен инцидент. На 7 април 2008 съдебният състав по делото решава, че причина за смъртта на Даяна е „престъпно нехайство", породено от комбинацията от употреба на алкохол с неимоверния натиск от страна на жълтата преса.

## Произход
Даяна е родена в благородническото семейство Спенсър, които винаги са били близки до британското кралско семейство. Тя е най-малката дъщеря на Едуард Джон Спенсър, виконт Алтроп, по-късно 8-и граф Спенсър, и първата му съпруга, Франсис.
По бащина линия Даяна е далечен потомък на Стюартите и по-точно на двама от незаконните синове на крал Чарлз II: Хенри Фитцрой, син от Барбара Вилиърс, 1-ва херцогиня на Кливлънд и Чарлз Ленокс, син от Луиса дьо Кероил. Освен това, Даяна е и потомък на крал Джеймс II чрез неговата дъщеря Хенриета ФитцДжеймс. Майката на Хенриета е Арабела Чърчил, сестра на Джон Чърчил, 1-ви херцог на Марлборо, следователно тя е свързана с всичките единадесет херцози на Марлборо. По тази линия има родствена връзка и със сър Уинстън Чърчил.
Други нейни известни предци включват Робърт Брус, Мери Болейн, лейди Катрин Грей, Мария де Салинас, Джон Егъртън, 2-ри граф на Бриджуотър и Джеймс Станли, 7-и граф на Дерби.
От майчината си страна тя има ирландска, шотландска, английска, американска и арменска кръв. Една от прапрабабите ѝ по майчина линия е нюйоркската наследница Франсис Уорк. Бабата на Даяна по майчина линия, Рут, лейди Фермой, е дългогодишна приятелка и придворна на Елизабет, кралицата-майка.

## Живот

### Детство
Даяна е родена е в Парк Хаус, Сандрингам, Графство Норфолк, Англия, на 1 юли 1961 в 18:45 ч. Кръстена е в църквата „Св. Мария Магдалена“ от отец Пърси Хърбърт (ректор на църквата и бивш епископ на Норуич и Блекбърн); кръстниците ѝ са Джон Флойд (председател на Кристис). Тя е четвъртото поред от общо пет деца на двойката – лейди Сара Спенсър (* 1955), лейди Джейн Спенсър (* 1957), Джон Спенсър (*/† 12 януари 1960) и наследникът на титлата и именията Чарлз Спенсър (* 1964).
След жестокия развод на родителите си през 1969 (заради любовната афера на лейди Алтроп с Питър Шанд Кид), майката на Даяна взема нея и по-малкия ѝ брат в апартамента си в лондонския квартал Найтсбридж, където Даяна посещава местното училище. Същата Коледа, децата отиват да празнуват с баща си, който впоследствие не ги пуска да се върнат в Лондон. Лейди Алтроп завежда дело за попечителство върху децата си, но показанията на нейната майка срещу собствената ѝ дъщеря по време на процеса допринасят за решението на съда да даде правата върху Даяна и брат ѝ на баща им.
През 1976 след развода на сем. Дартмут лорд Спенсър се жени за Рейн, графиня Дартмут, единствена дъщеря на писателката Барбара Картланд. По това време Даяна пътува из страната, живеейки ту при единия, ту при другия си родител. Тя и останалите деца не се разбират добре с мащехата си.

### Образование
Първоначално Даяна учи в Силфилд Скул Кингс Лин, Норфолк, след това в Ридълсуърт Хол в Норфолк и в девическото училище Уест Хийт в Севъноукс, Кент, където не е добра ученичка. През 1977, на 16-годишна възраст, тя напуска Уест Хийт и за кратко посещава института Алпин Видеманет в Швейцария. По същото време тя среща бъдещия си съпруг, който по това време излиза със сестра ѝ, лейди Сара.
Даяна е много добра в плуването и гмуркането и мечтае да стане балерина. Известно време учи балет, но е твърде висока за професионална кариера.
Даяна се премества в Лондон преди да навърши седемнадесет. До 1981 живее в апартамент, купен за нея в Ърлс Корт, който споделя с три съквартирантки.

### Брак с принц Чарлз
Любовният живот на принц Чарлз винаги е бил обект на спекулации от страна на пресата, която често го свързва с много известни и аристократични жени, включително и със сестрата на принцеса Даяна – лейди Сара Спенсър. Вече навършил трийсет години, той е под сериозен натиск да се ожени. Юридически, единственото изискване към него е съпругата му да не е римокатоличка; предпочитанията са тя да е от англиканската църква. За да получи одобрение от семейството му и техните съветници, всяка потенциална съпруга е трябвало да има кралски или аристократичен произход, да бъде девствена, както и протестантка.

#### Годеж и сватба
Чарлз познава Даяна от няколко години, но едва през лятото на 1980 г. тя събужда интереса му за първи път като потенциална годеница. Това става по време на един уикенд в провинцията, когато тя наблюдава как играе поло. След това той я кани на друг уикенд на кралската яхта Британия и в кралската резиденция Балморал, Шотландия, където я представя на родителите си и тя получава тяхното одобрение. След това двойката продължава да се среща в Лондон и на 6 февруари Чарлз прави официално предложение за женитба, което Даяна приема, но запазват това в тайна няколко седмици. Годежът им е обявен официално на 24 февруари 1981, когато престолонаследникът подарява на принцесата пръстен за £30 000 с 14 диаманта и сапфир.
20-годишната принцеса се омъжва в катедралата Свети Павел, в която има повече места отколкото в Уестминстърското абатство, което обикновено се ползва за кралските бракове. Сватбата е наричана „приказна“ и се състои на 29 юли 1981. Гледана е от рекорден брой хора по телевизията – 750 милиона. Пред олтара, Даяна случайно размества първите две имена на Чарлз, наричайки го Филип Чарлз Артър Джордж (вместо Чарлз Филип). Сватбата започва в 11:20 преди обяд, английско време. Роклята на Даяна е оценена на £9000 и има 25 фута (7,60 m) дълъг шлейф и най-фина дантела.

#### Проблеми и раздяла
В началото на 1990-те години бракът между Даяна и Чарлз започва да се разпада — нещо, което първоначално е отричано, а след това превърнато в сензация от световните медии. Принцът и принцесата говорят пред пресата чрез свои приятели, обвинявайки се един друг за разпада на брака си. Принцът и принцесата на Уелс се разделят на 9 декември 1992. Макар че обвинява Камила Паркър-Боулс за семейните си проблеми, през октомври 1993 г. Даяна пише на своя приятелка, че вярва, че съпругът ѝ е влюбен в Тиги Лег-Бърк (бавачка на децата) и иска да се ожени за нея.
На 3 декември 1993 Даяна оповестява оттеглянето си от обществения живот. Чарлз подновява старата си пред-брачна връзка с Камила Паркър-Боулс. Попитана каква е ролята на Камила за разпадането на брака, Даяна отговаря: „Е, в този брак ние бяхме трима, така че беше малко пренаселено“.
През 1995, по време на интервю за популярната телевизионна програма „Панорама“ Даяна потвърждава, че има връзка с инструктора си по езда, Джеймс Хюит. Чарлз е потвърдил собствената си извънбрачна връзка година по-рано в интервю за Джонатан Димбълби.

#### Развод
Като директно следствие от интервюто на Даяна за „Панорама“ Елизабет II моли през декември 1995 Чарлз и Даяна за „ранен развод“. Това става скоро след обвинението от страна на Даяна, че Тиги Лег-Бърк е направила аборт с дете на принц Чарлз, което кара Тиги да изиска извинение. Два дни преди тази история да излезе наяве, секретарят на Даяна – Патрик Джефсън, подава оставка в знак на несъгласие с изявленията на принцесата, които той окачествява като пресилени. На 20 декември 1995 Бъкингамският дворец публично съобщава, че кралицата е изпратила писма до Чарлз и Даяна, съветвайки ги да се разведат. С подкрепата на министър-председателя и на висшите съветници това решение е взето след седмици обсъждане (според BBC). Принц Чарлз незабавно се съгласява с предложението. През февруари 1996 Даяна оповестява и своето съгласие.
Разводът е финализиран на 28 август 1996 г. Даяна получава споразумение за значителната сума от около £17 милиона, но специална клауза в него ѝ забранява да обсъжда детайлите.
Дни преди официалното решение за развод, кралица Елизабет II издава декрет (letters-patent), съдържащ общите правила за титулуване на лицата, встъпили в брак с член на кралското семейство, след техния развод. Според тези правила, тъй като вече не е омъжена за принца на Уелс и по този начин вече не е член на кралското семейство по брачна линия, Даяна загубва титлата Нейно Кралско Височество и вместо това е титулувана – Даяна, Принцеса на Уелс. Бъкингамският дворец пуска съобщение за пресата в деня, когато излиза решението за развод, съобщавайки новата титла. Освен това се посочва, че Даяна е все още официално член на кралското семейство, тъй като е майка на втория и третия по линия престолонаследник.

### Личен живот след развода
След развода Даяна се връща в жилището си в двореца Кенсингтън, като напълно го преобзавежда. Тя остава да живее там до смъртта си.
Публично се среща с уважавания сърдечен хирург от Пакистан – Хаснат Хан, когото след смъртта ѝ приятелите наричат „любовта на живота ѝ“. Двамата излизат заедно почти две години при пълна секретност, преди да прекратят връзката поради културни различия. Скоро след това Даяна започва връзка с Доди Ал-Файед.
След развода си Даяна работи за Червения кръст и участва в кампании за премахването на противопехотните мини по света. Работата ѝ е по-скоро с хуманитарен, отколкото с политически характер. Тя се отдава на собствените си интереси в областта на филантропията, музиката, модата и пътуванията – въпреки че все още ѝ трябва разрешение от кралското семейство, за да заведе децата си на почивка или за да представлява Обединеното кралство в чужбина. С изключение на някой уикенд или празник вкъщи, Даяна прекарва повечето време в Лондон, често без синовете си, които са или с принц Чарлз, или на училище.

### Смърт
На 31 август 1997 г. Даяна умира след автомобилна катастрофа в тунела Пон дьо л'Алма в Париж, заедно с Доди ал-Файед и мениджъра по сигурността на хотел Риц – Париж, Анри Пол, който е шофирал наетия Мерцедес-Бенц през Париж, но бил преследван от папараци. Техният черен Мерцедес-Бенц S280 се блъска в тринадесетата колона на тунела. Двулентовият тунел е построен без метална бариера пред колоните. Нито един от четиримата пътници в колата не е бил с предпазен колан.
Кръвният анализ показва, че Анри Пол е бил под влияние на алкохол, докато е шофирал. Карал е с висока скорост, за да избяга от преследващите ги папараци. Тестовете показват, че има съдържание на алкохол в кръвта си три пъти повече от допустимите норми. Бодигардът на ал-Файед – Тревор Рийс-Джоунс, който седял на предната пътническа седалка, е бил най-близо до мястото на удара, но единствен оцелява. Анри Пол и Доди ал-Файед загиват на място, а Даяна, която е седяла на задната седалка, но без колан, се приплъзва напред при удара и потъва под предната седалка. Тя получава множество сериозни наранявания на сърцето с последващ вътрешен кръвоизлив. Транспортирана е с линейка до болницата, но по пътя получава два сърдечни пристъпа. Въпреки опитите на лекарите, включително вътрешен сърдечен масаж, Даяна умира в 4 ч. сутринта местно време. Погребението ѝ на 6 септември 1997 г. е излъчено на живо по телевизията и е гледано от приблизително 2,5 милиарда души по света.
Осемнадесетмесечното френско съдебно разследване приключва през 1999 г. с изявлението, че автомобилната катастрофа, при която умира принцесата, е причинена от Пол, който загубил контрол над колата при висока скорост и под влияние на алкохол.
От февруари 1998 г. бащата на Доди – Мохамед ал-Файед – собственик на "Хародс" и хотел "Риц" и за когото Пол работи, твърди, че катастрофата е резултат от конспирация и че е ръководена от MI6 по нареждане на принц Филип, херцог на Единбург.
На 2 октомври 2007 г. започва разследване в Кралския съд като продължение на разследването, започнато през 2004 г. На 7 април 2008 г. съдебният състав решава, че Даяна е загинала поради невнимателното шофиране на Анри Пол и поради преследването от страна на фотографите. На следващия ден Мохамед ал-Файед обявява, че прекратява своята 10-годишна кампания в името на децата на принцесата на Уелс.